# Carlo Rosselli

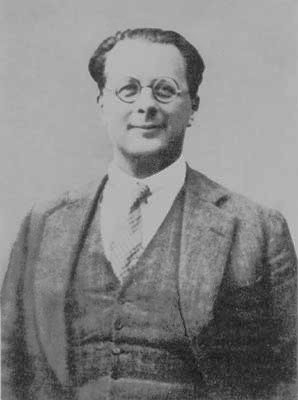
Carlo Rosselli, um 1935

Carlo Rosselli (* 16. November 1899 in Rom; † 9. Juni 1937 in Bagnoles-de-l’Orne, Frankreich) war ein italienischer Politiker, Historiker und Publizist, der zusammen mit seinem Bruder Nello im französischen Exil durch Cagoulards – Mitglieder einer rechtsextremen Gruppierung – ermordet wurde.

## Leben
Carlo Rosselli war Sohn einer jüdischen Familie, die ab 1903 in Florenz lebte. 1921 schloss er sein Studium der Politikwissenschaften in Florenz ab. Daraufhin studierte er Rechtswissenschaften an der Universität Siena und erhielt 1923 das Lizentiat.
Als Sozialist setzte er sich gegen den Faschismus in Italien mit politischen Mitteln zur Wehr. So organisierte er 1927 die Flucht des ehemaligen Sozialistenführers Filippo Turati aus Italien ins Exil nach Frankreich. Wegen dieser Fluchthilfe wurde er verhaftet und zu fünf Jahren Gefängnis verurteilt. Während seines Gefängnisaufenthaltes schrieb er sein einziges Werk Socialismo liberale.
Im Juli 1929 gelang ihm die Flucht aus einem Gefängnis auf Lipari. Über Tunesien gelangte er nach Paris, wo seine Frau Marion Cave lebte. Dort wurde 1930 seine Tochter Amelia Rosselli, eine spätere Lyrikerin, geboren. Er schloss sich anderen italienischen Antifaschisten an und gründete mit ihnen die Organisation Giustizia e Libertà. Er plante den Flug von Giovanni Bassanesi über Mailand, bei dem antifaschistische Flugblätter abgeworfen wurden.
Nach Ausbruch des Spanischen Bürgerkrieges kämpfte er ab August 1936 auf der Seite der republikanischen Kräfte in Spanien. Wegen einer Kriegsverletzung musste er sechs Monate später nach Paris zurückkehren, wo er wiederum publizistisch tätig war.
Am 9. Juni 1937 weilte er für eine Thermalkur mit seinem Bruder Nello in Bagnoles-de-l’Orne. Dort wurden sie auf der Landstraße von Angehörigen der Cagoule, wahrscheinlich im Auftrag von Benito Mussolini, ermordet. Der Strafprozess gegen ihre mutmaßlichen neun Attentäter fand erst im Oktober 1948, nach Ende des Zweiten Weltkrieges, statt.